# Seznam mostov čez Ljubljanico
Seznam ljubljanskih mostov in objektov na Ljubljanici in Gruberjevem kanalu.

## Ljubljanica
Od Barja do Slap pri Vevčah.
| Slika             | Objekt                                                                       | Lokacija | Gradnja/obnova | Opombe/projektant | Namen                                                                     |
| ----------------- | ---------------------------------------------------------------------------- | --- | --- | --- | ------------------------------------------------------------------------- |
| A1jug-Ljubljanica | Mostova čez Ljubljanico na avtocesti A1/A2 oz. "južni ljubljanski obvoznici" | ob sotočju Iščice in Ljubljanice 46°01′25″N 14°30′29″E / 46.023593°N 14.50809°E                                           | Otvoritev 1988 | GIP GRADIS Biro za projektiranje Maribor izvajalec GIZ GRADIS | avtocesta A1 avtocesta A2 motorni promet                                  |
|                   | Most na Livadi                                                               | Hladnikova cesta 46°02′07″N 14°30′31″E / 46.035348°N 14.508584°E                                                          | 1979 | Izvajalec GRADIS | cestni promet                                                             |
|                   | Prulski most                                                                 | Janežičeva cesta Opekarska cesta 46°2′29″N 14°30′33″E / 46.04139°N 14.50917°E                                             | od 1900 leseni most, od 1919 tramvajski most prestavljen z Ambroževega trga, 1933 rekonstrukcija z jeklenimi nosilci 1944 nov betonski nov 1993                                                                | --- Kobe Peter Gabrijelčič (1993)projekt mostu z ureditvijo okolice | cestni promet                                                             |
|                   | Hradeckega most                                                              | med Grudnovim nabrežjem in Krakovskim nasipom 46°2′39.68″N 14°30′20.70″E / 46.0443556°N 14.5057500°E                      | obnovljen Mrtvaški most postavljen na novo lokacijo maja 2011 | Projekt Johann Hermann 19. stoletje - livarna: Dvor pri Žužemberku izvajalec:Gradis skupina G | območje za pešce in kolesarje                                             |
|                   | Šentjakobski most                                                            | Zoisova cesta 46°2′45.05″N 14°30′20.09″E / 46.0458472°N 14.5055806°E                                                      | od 1824 leseni most od 1915 železobetonski | --- Alojz Král - tehnične rešitve Alfred Keller - oblikovanje | cestni promet                                                             |
|                   | Šuštarski most (Čevljarski most)                                             | Jurčičev trg 46°2′54.28″N 14°30′20.09″E / 46.0484111°N 14.5055806°E                                                       | prvotno leseni most 1867 litoželezni današnja podoba od leta 1931, prenova 1991 | --- Johann Hermann Jože Plečnik | območje za pešce in kolesarje                                             |
|                   | Ribja brv                                                                    | med Ribjim trgom in Hribarjevim nabrežjem in Gerberjevim stopniščem 46°3′0.98″N 14°30′19.93″E / 46.0502722°N 14.5055361°E | 1991 2004 2011 2014 | skupina arhitektov Petra in Boštjana Gabrijelčiča ter Gregorja Cipota Makro 5 gradnje | območje za pešce in kolesarje                                             |
|                   | Tromostovje                                                                  | Prešernov trg 46°3′4.32″N 14°30′22.3194″E / 46.0512000°N 14.506199833°E                                                   | predhodnik prvič omenjen leta 1280 leseni most,obnova po požaru 1657 1842 kamniti Špitalski, Frančiškanski, Francov od 1932 Tromostovje (dodani stranski betonski brvi) zadnja obnova, menjava balustrad: 1992 | --- Giovanni Picco Jože Plečnik | območje za pešce in kolesarje                                             |
|                   | Mesarski most, Ljubljana                                                     | Petkovškovo nabrežje-Vodnikov trg, Ljubljana 46°3′6.34″N 14°30′31.54″E / 46.0517611°N 14.5087611°E                        | 2010 | Avtorska skupina: ATELIERarhitekti, Jurij Kobe, Samo Mlakar, Rok Žnidaršič, s sodelavci, Projektna organizacija Arhe,d.o.o. iz Ljubljane Konstrukcija: Tomaž Habič Kipar: Jakov Brdar, akad.kipar Izvajalci:Skupina SCT, d.d. in Gradis Gradbeno podjetje Ljubljana, d.o.o. | območje za pešce in kolesarje                                             |
|                   | Zmajski most sprva Jubilejni most                                            | Kopitarjeva ulica/ Resljeva cesta 46°3′7.04″N 14°30′37.47″E / 46.0519556°N 14.5104083°E                                   | 1900/1901 obnova 1983-84 | Jurij Zaninović | cestni promet                                                             |
|                   | Žitni most, Ljubljana                                                        | Petkovškovo nabrežje-Poljanski nasip, Ljubljana 46°03′12″N 14°30′40″E / 46.053272°N 14.510992°E                           | 2010 | Boris Podrecca izvajalec Primorje | območje za pešce in kolesarje                                             |
|                   | Šempetrski most                                                              | Rozmanova ulica 46°03′02″N 14°30′59″E / 46.050495°N 14.51648°E                                                            | prvi most leta 1776 dograjen 1834-35 1894 dodana lesena brv za pešce nov 1918 | --- Projektant Richard Wuczhowsky, arhitektura Alfred Keller, Izvajalec Rella & Neffe iz Dunaja | cestni promet                                                             |
|                   | Fabianijev most                                                              | Roška cesta, Ljubljana 46°3′1.19″N 14°31′9.6″E / 46.0503306°N 14.519333°E                                                 | 2012 | Jurij Kobe odgovorni vodja projekta, konstrukcija Iztok Turk, Promico Izvajalci: SCT d.d. in GRADIS G | zgornja etaža: cestni promet spodnja etaža: območje za pešce in kolesarje |
|                   | Brv pred Materinskim mostom                                                  | med Šuštarjevim nabrežjem in Poljanskim nasipom                                                                           | 2010 29. marec 2014 odstranjena prestavljena nova lokacija 46°03′04″N 14°31′24″E / 46.051076°N 14.523252°E | Izvajalci prestavitve:Dvig d.o.o in Saning International d.o.o | pešci                                                                     |
|                   | Materinski most                                                              | med Zaloško cesto in Poljanskim nasipom 46°03′10″N 14°31′30″E / 46.052699°N 14.524956°E                                   | 2011 | Izvajalec GRADIS G | cestni promet                                                             |
|                   | Moščanski most                                                               | Grablovičeva ulica 46°3′15″N 14°31′48.17″E / 46.05417°N 14.5300472°E                                                      | 1914 obnova ? | projektiral Wenzel Grössl izvajalec Alpenländische Baugesellschaft | cestni promet                                                             |
|                   | Most za Dolenjsko železniško progo                                           | Vzporedno z Grablovičevo ulico 46°3′15.21″N 14°31′48.57″E / 46.0542250°N 14.5301583°E                                     | 1893 gradnja 1939 ojačitev 1971 obnova | delavnica Ig. Gridl, Dunaj Mostovna delavnica Ljubljana ---- | železniški promet                                                         |
|                   | Moščanska brv                                                                | med Zaloško cesto in Ob Ljubljanici 46°3′18.91″N 14°32′4″E / 46.0552528°N 14.53444°E                                      | | | območje za pešce in kolesarje                                             |
|                   | Štepanjski most                                                              | Kajuhova cesta med Zaloško in Litijsko cesto 46°03′19″N 14°32′26″E / 46.055141°N 14.540513°E                              | 1972 | Projekt PNZ, Vrabec Izvajalec GRADIS | cestni promet                                                             |
|                   | Brv pri stari elektrarni                                                     | med pešpotmi ob Ljubljanici v Štepanjskem naselju 46°03′19″N 14°32′40″E / 46.05529°N 14.544418°E                          | 1994 | Izvajalec GRADIS | območje za pešce in kolesarje                                             |
|                   | Brv pri Brodarjevem trgu                                                     | Brodarjev trg Fužine, Ljubljana 46°03′01″N 14°33′10″E / 46.050316°N 14.552722°E                                           | 1984 | Izvajalec GRADIS | območje za pešce in kolesarje                                             |
|                   | Brv pri Preglovem trgu                                                       | Preglov trg Fužine, Ljubljana 46°03′04″N 14°33′35″E / 46.051016°N 14.559674°E                                             | 1987 | Izvajalec GIP GRADIS | območje za pešce in kolesarje                                             |
|                   | Fužinski most                                                                | Chengdujska cesta pri Fužinskem gradu 46°3′0.25″N 14°33′53.21″E / 46.0500694°N 14.5647806°E                               | gradnja med 1986-1987 | Arhitekt Peter Gabrijelčič izvajalec GRADIS | cestni promet                                                             |
|                   | Most čez Ljubljanico na avtocesti A1 oz. »vzhodni ljubljanski obvoznici«     | v bližini Slap pri Vevčah vzhodno od Ljubljane 46°02′53″N 14°34′31″E / 46.048142°N 14.575381°E                            | 1999 | GRADIS BP Maribor Vukašin Ačanski izvajalec GIZ GRADIS | avtocesta A1 motorni promet                                               |

## Gruberjev prekop
Od Livade do Zaloške ceste.
| Slika | Objekt                             | Lokacija                                                                                                 | Gradnja/obnova                                                                                          | Opombe/projektanti | Namen                         |
| ----- | ---------------------------------- | --- | --- | --- | ----------------------------- |
|       | Hladnikova brv na Špici            | Prule 46°02′25″N 14°30′45″E / 46.040159°N 14.512553°E                                                    | 7. maja 2009                                                                                            | Projektanti: Arhe d.o.o. Ljubljana in ATELIER arhitekti Izvajalci: SCT in CPL Ljubljana                                          | območje za pešce in kolesarje |
|       | Karlovški most                     | Karlovška cesta 46°02′32″N 14°30′52″E / 46.042214°N 14.514399°E                                          | 1976 | Projektant Vukašin Ačanski, Biro za projektiranje Maribor Izvajalec GRADIS LJ                                                    | cestni promet                 |
|       | Karlovški most (stari)             | Gruberjevo nabrežje 46°02′33″N 14°30′53″E / 46.042482°N 14.514656°E                                      | 1782 leseni most okrog leta 1864 zgrajen kamniti most leta 1938 razširjen obnovljen 1979 obnovljen 2007 | GP Battelino Vilibald (1934) Profana stavbna dediščina, ev. št. 9436 Izvajalec zadnje obnove: GRADIS                             | cestni promet                 |
|       | Gruberjeva brv                     | Podaljšek Streliške ulice 46°02′40″N 14°31′04″E / 46.044478°N 14.517746°E                                | april 1939 1980 podaljšanje za nadvoz nad železnico julij 2013, obnova mostu in novogradnja nadvoza     | Projekt ŽG, projektivno podjetje Jurij Kobe, Atelier arhitekti                                                                   | območje za pešce in kolesarje |
|       | Most za Dolenjsko železniško progo | ob Hradeckega cesti 46°02′50″N 14°31′33″E / 46.047219°N 14.525728°E                                      | 1893 gradnja 1939 ojačitev 1945 lesen provizorij 1948, 1950 obnova 1953 gradnja 1979 razširitev         | delavnica Ig. Gridl, Dunaj ---- Nahtigal in sin, Ivan Bricelj, Kregar --- projekt F. Vrečko ŽG projektivno podjetje, Janez Nered | železniški promet             |
|       | Codellijev most (stari)            | Hradeckega cesta pri Snagi 46°02′53″N 14°31′43″E / 46.048053°N 14.528496°E                               | --- 2008 sanacija                                                                                       | Izvajalec Pittel & Brausewetter ----                                                                                             | cestni promet                 |
|       | Codellijev most (novi)             | Poljanska cesta ob parku Kodeljevo 46°02′54″N 14°31′54″E / 46.048246°N 14.531736°E                       | prvotni 1911 nov 1983 sanacija 1992-93                                                                  | Projekt Peter Koren, PB Maribor, oblikovanje Peter Gabrijelčič izvajalec GRADIS                                                  | cestni promet                 |
|       | Kajuhov most                       | Kajuhova cesta med Zaloško in Litijsko cesto 46°02′58″N 14°32′19″E / 46.049542°N 14.538496°E             | 1973 | Projekt PNZ, Vrabec Izvajalec GRADIS                                                                                             | cestni promet                 |
|       | Mekinčeva brv                      | Štepanjsko nabrežje 46°03′06″N 14°32′23″E / 46.051716°N 14.539804°E                                      | 1911 2015                                                                                               | gradil Janesch in Schnell, Dunaj obnova CGP                                                                                      | območje za pešce in kolesarje |
|       | Brv ob sotočju                     | Ob sotočju Ljubljanice in Gruberjevega kanala, Ljubljana 46°03′15″N 14°32′28″E / 46.054084°N 14.541113°E | | Izvajalec GRADIS | območje za pešce in kolesarje |